# Maqov
Maqov è un comune dell'Azerbaigian situato nel distretto di Zaqatala. Conta una popolazione di 4 321 abitanti.